# 草刈十字軍
草刈十字軍（くさかりじゅうじぐん）とは、日本で行われている環境保護活動、またはそれらを題材にした映画。

## 概要
林業の造林作業においては、植樹した木が周囲の雑草に被圧され衰退しないように、定期的に下刈り（草刈り）をする必要がある。この草刈りの作業は夏場の作業で非常に手間がかかることから、1970年代には除草剤などを併用して行われていた経緯がある。
1973年、富山県大山町（現富山市）の植林地にて、ヘリコプターによる除草剤散布が計画された。環境破壊を危惧した足立原貫（あだちはらとおる／当時の富山県立技術短大教師、現NPO法人農業開発技術者協会・農道館理事長）が全国の学生にボランティア活動を呼びかけ、1974年の夏より人力による草刈りを行った。数日間による合宿による除草活動は、参加した学生らの環境保護の意識を高め、全国各地へ波及する結果となった。
林業における草刈り作業は、炎天下の急斜面で大型の刃物（農業用の一般の鎌とは形状・大きさが異なる）をふるう非常に危険な重労働である。除草剤の散布に一方的に反対するだけではなく、対案を実践する苦しさや辛さを体験する場として、発足後30年を経た後もなお、数十名もの参加者を見ている。
2015年まで全国より延べ4,210人が参加し、延べ1,864ヘクタールの草刈りを行ってきたが、参加人数がピーク時の1、2割に減り、若者の参加者も減ったことなどから、2016年8月の活動をもって43年の歴史を閉じることとなった。同年9月17日、射水市で開かれた運動の修了式では。創始者の足立原が「世代などお互いの違いを学び合う絶好の場だった。参加者それぞれが次の階段をどう上がっていくかが大事だ」と活動について締めくくっている。
なお、2017年8月23日-24日には、元参加者有志10人により限定的な復活が行われている。

## 除草剤散布のその後
森林への除草剤の散布は、薬剤による環境面への影響対策に加え、木材価格の低迷などの事情により、1970年代後半以降には大規模な草刈り作業そのものが下火となり行われなくなった。

## 映画化
1997年には「草刈り十字軍」の題名で映画化されている（監督：吉田一夫、主演：加藤剛）。

### スタッフ
以下のスタッフ名等はKINENOTEに従った。
- 監督 - 吉田一夫
- 脚本 - 吉田一夫
- 原作 - 足立原貫、野口伸、農業開発技術者協会編
- 企画 - 木下恵介
- 製作 - 安部雍子
- プロデューサー - 小元広悦、池永安秀、古賀伸雄
- 撮影 - 岸本正広
- 美術 - 大橋豊一
- 音楽 - 平松良太
- 音楽コーディネート - 阿部郷子
- 主題歌 - 「めぐり逢い」石嶺聡子
- 録音 - 塚本達郎
- 効果 - 渡部健一、北田雅也
- 照明 - 奥村誠
- 編集 - 村山勇二
- 衣裳 - 二宮義夫、網野純子
- 助監督 - 渡辺容大
- スクリプター - 杉山昌子
- スチール - 池端滋、鶴見正俊

### キャスト
以下の出演者名と役名はKINENOTEに従った。
- 加藤剛 - 足立原貫
- 香野百合子 - 足立原よし子
- 上澤津孝 - 前田喜芳
- 櫻井淳子 - 遠藤幸江
- 巻島康一 - 野口進
- 田中徹 - 森幸英
- 須田真魚 - 津村成一郎
- 上福更記 - 木藤和博
- 長江英和 - 此口幸二
- 河内桃子 - 安部葉子
- 塩山誠司 - 岡田隆史
- 安田博美 - 山崎圭子
- 志村要 - 石村隆
- 石田大 - 酒井秀範
- 西川竜太郎 - 嶋田清造
- 元気安 - 岡本稔
- 斎藤暁 - 大橋
- 林竜之介 - 山浦
- 加藤大治郎 - 吉野
- 河内浩 - 宮川
- 関野吉記 - 健次
- 原田清人 - 造林公団富山出張所所長
- 森一 - 大山町役場農林課課長
- 河野正明 - 増井主任
- 荘司肇 - 内藤課長
- 各務理樹 - 山崎
- 中吉卓郎 - 農薬メイカーの技師
- 滝田裕介 - 語り手